# Dorando Pietri
Dorando Pietri (Correggio, Italia, 16 de octubre de 1885-San Remo, 7 de febrero de 1942), en ocasiones llamado erróneamente Dorando Petri, fue un atleta italiano famoso por su dramática llegada y posterior descalificación en la prueba de maratón de los Juegos Olímpicos de Londres en 1908.

## Biografía

### Inicios
Pietri nació en Mandrio una frazioni de Correggio, Italia pero pasó su juventud en Carpi en la provincia de Módena donde trabajó de ayudante en una fábrica de confección. En septiembre de 1904 el corredor más famoso de Italia en esa época Pericle Pagliani, tomó parte en una carrera en Carpi. Pietri atraído por la carrera tomó parte en la misma vestido con la ropa de su trabajo. Aun así finalizó la carrera por delante de Pagliani. Unos pocos días después Pietri debutó quedando segundo en una carrera de 3.000 m en Bolonia.
Su primer éxito internacional llegaría al año siguiente al vencer en los 30 km de París. El 2 de abril de 1906 Pietri venció en la maratón de calificación para los Juegos Intercalados que se iban a disputar en Atenas ese mismo año. En la carrera olímpica tuvo que abandonar debido a una enfermedad intestinal, cuando lideraba la prueba con una ventaja de 5 minutos.
En 1907 venció en el Campeonato de Italia. En ese periodo era el mejor corredor italiano desde los 5.000 m hasta la Maratón.

### Juegos Olímpicos de 1908
Dorando Pietri preparó a conciencia los Juegos Olímpicos de Londres. En una carrera en Carpi corrió los 40 km en 2 horas y 38 minutos. La prueba de Maratón de Londres medía 42.195 km (distancia que se convirtió en la oficial a partir de 1921) y en ella tomaron la salida un total de 56 corredores entre los que se encontraban Pietri y su compatriota Umberto Blasi. La carrera comenzó a las 14.33 del 24 de julio, con un tiempo muy caluroso.
Pietri empezó la carrera con un ritmo lento pero a partir de la segunda mitad de la carrera aceleró el ritmo y en el km 32 se encontraba situado en segunda posición a 4 minutos del sudafricano Charles Hefferon. Cuando Pietri supo que Hefferon estaba sufriendo una crisis aceleró todavía más el ritmo alcanzándole en el km 39. Pero a partir de este momento Pietri comienza a sufrir los efectos de la fatiga extrema y la deshidratación. Al entrar al estadio Pietri toma el sentido de la pista equivocado y cuando los jueces le redirigen cae al suelo por primera vez, ante los ojos de 75.000 espectadores.

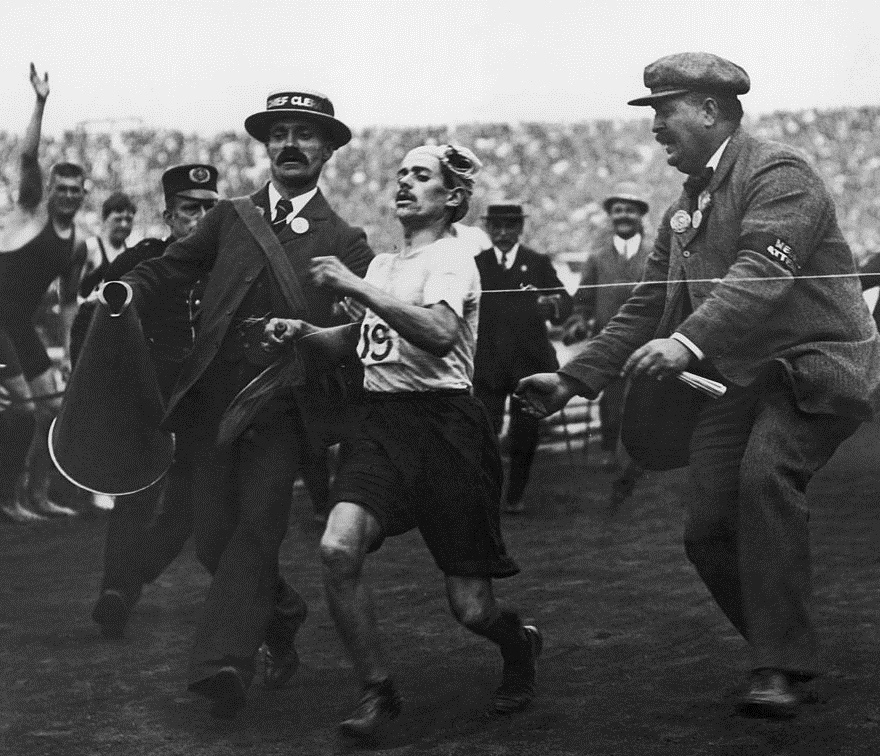
Llegada de Dorando Pietri en la Maratón de los Juegos Olímpicos de Londres.

Todavía caerá otras cuatro veces más y en cada ocasión es ayudado a levantarse por los jueces y un grupo de personas (entre ellos se destacaba Arthur Conan Doyle). Finalmente llega a meta en 2 horas 54 minutos y 46 segundos. En segundo lugar llega el estadounidense John Joseph Hayes. Inmediatamente la delegación estadounidense presenta una reclamación por la ayuda recibida por Pietri que finalmente es aceptada y Pietri es descalificado.

### Celebridad Internacional
Como compensación por la pérdida de la medalla la reina Alejandra le hace entrega de una copa de plata.
Pietri se convierte rápidamente en una celebridad internacional. El compositor Irving Berlin le dedica una canción titulada "Dorando" y comienza a recibir invitaciones para participar en carreras de exhibición en los Estados Unidos. El 25 de noviembre de 1908 en el Madison Square Garden tiene lugar una carrera entre Pietri y Hayes que es vencida por el italiano. Una carrera similar tiene lugar el 15 de marzo de 1909 también con victoria de Pietri. En total vencerá en 17 de las 22 carreras que disputa en tierras americanas.
A su regreso a Italia en mayo de 1909 continúa corriendo profesionalmente durante dos años más. Su última maratón la disputa en Buenos Aires el 24 de mayo de 1910 donde consigue su mejor marca personal con un tiempo de 2 horas 38 minutos y 2 segundos.
La última carrera en Italia serán los 15 km de Parma el 3 de septiembre de 1911, en la cual vence. Tras la victoria en una carrera en Gotemburgo en octubre del mismo año pondrá fin a su carrera atlética a la edad de 26 años. Durante sus años como profesional ganó 200.000 liras una gran suma de dinero para esa época.
Todas sus ganancias las invertirá en un hotel junto a su hermano, pero la gestión no será la correcta y el negocio quiebra. En ese momento se traslada a San Remo a trabajar en un taller. Allí vivirá hasta su muerte a los 56 años de edad a causa de un infarto.